# Winzinger Wassergescheid

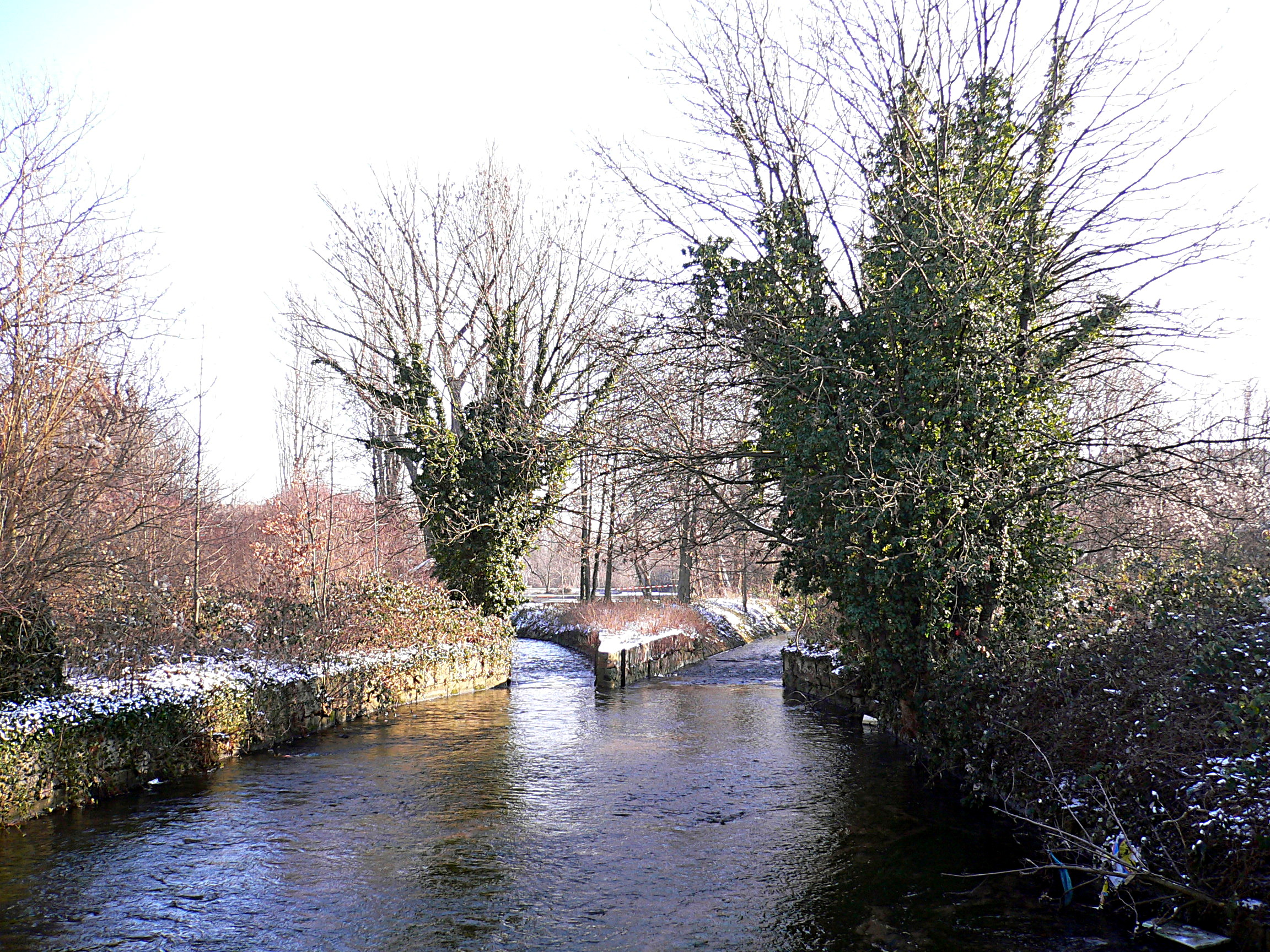
Wassergescheid im Winter

Das Winzinger Wassergescheid, in der Literatur mitunter auch – missverständlich – Winzinger Wasserscheide genannt, ist ein aus Sandsteinquadern errichtetes Wasserbauwerk, mit dem eine Bifurkation des rheinland-pfälzischen Speyerbachs geschaffen wurde. Über den hier beginnenden, gut 29 km langen linken Unterlaufzweig Rehbach fließt ein Drittel der zulaufenden Wassermenge des Speyerbachs ab. Fast 14 km weiter nördlich als dieser mündet dann der Rehbach ebenfalls von links in den Rhein.
Nach dem Austritt des Speyerbachs aus dem Mittelgebirge des Pfälzerwalds beträgt seine mittlere Wasserführung am Pegel eingangs der pfälzischen Stadt Neustadt an der Weinstraße rund 2,4 m³/s (MQ); der bisher gemessene Spitzenwert lag bei 19,5 m³/s am 25. Mai 1978. Diese Wassermenge verändert sich auf der kurzen Strecke durch die Stadt nur unwesentlich und erreicht kurz vor dem Stadtausgang das Wassergescheid.

## Geographie
Das Winzinger Wassergescheid auf 131 m ü. NHN Höhe im Nordosten von Neustadt ist nach dem dortigen Stadtviertel Winzingen benannt. In der Gabelung von Speyerbach (nach rechts, Südosten) und Rehbach (nach links, Nordosten) wurde 1969 der Neubau des Kurfürst-Ruprecht-Gymnasiums in Betrieb genommen.

## Geschichte
Der Name drückt aus, dass an dieser Stelle das Wasser des Speyerbachs geschieden, der Bach also in zwei Wasserläufe aufgeteilt wird.
Die älteste Bezeugung des Winzinger Wassergescheids stammt von 1551, als Kaiser Karl V. die den Speyerbach betreffenden Privilegien der Reichsstadt Speyer und des dortigen bischöflichen Hochstifts bestätigte; hierbei wurde auch die Anlage in Winzingen erwähnt. Weil das wohl aus dem Mittelalter stammende Gescheid reparaturbedürftig war, wurde es 1569 von Grund auf neu errichtet. Dies geschah gemäß einem Vertrag zwischen Kurfürst Friedrich III. von der Pfalz und dem Speyerer Bischof Marquard von Hattstein; der Bischof verpflichtete sich darin, zwei Drittel der Baukosten zu übernehmen; die Kostenaufteilung entspricht der Wassermenge, die mit dem Speyerbach der Bischofsstadt Speyer zugutekommt.
Ein in der Waagerechten dreieckiger Gedenkstein, der den Wasserstrom teilt, trägt zwei eingemeißelte Inschriften, die sich auf die Renovierungen der Jahre 1569 und 1745 beziehen:
| UNS BEUDEN CHUR UND FÜRSTEN THUT NACH WASSER DÜRSTEN NICHT NACH UNSERM MUND SONDERN DAS DIE MÜLLER RECHT MAHLEN KUNDT |

| ALS CARL THEODOR ZUR PFALZ CHURFÜRST FRANZ CHRISTOPH ZU SPEYER BISCHOF UND FÜRST DIESES WASSER-SCHAID SCHADHAFT WAR WURDE SOLCHES RENOVIRT WIE ES SICH HAT GEBÜHRT IM 1745 STEN JAHR |

Auf einem kleineren – früher verbauten – Stein unterhalb des Dreiecksteins findet sich eine mittlerweile unleserliche Einmeißelung, die offenbar den ursprünglichen Text der Rehbachseite enthält. Diesen entzifferte gegen Ende des 19. Jahrhunderts der Heimatforscher Lukas Grünenwald (1858–1937), der bis 1895 Lehrer am Humanistischen Gymnasium Neustadt war, das heute Kurfürst-Ruprecht-Gymnasium heißt:
| UNS BEUDEN CHUR UND FÜRSTEN THUT NACH WASSER DÜRSTEN NICHT NACH UNSERM MUND SONDERN DAS BEIDERSEITS UNSERE MÜLLER MAHLEN KUNDT |

Der 1745 auf der Rehbachseite eingemeißelte Text weicht vom Originaltext von 1569 vermutlich deshalb ab, weil bereits bei den Renovierungsarbeiten von 1745 der ältere Text nur noch schwer lesbar war. Eine der Grünenwald-Quelle ähnliche Textfassung enthält das Fremdenbuch für Heidelberg und die Umgegend von 1834; wegen der zusätzlichen Zeile am Anfang scheint sie allerdings nicht auf eigener Beobachtung des Autors zu basieren:
| HIER STEHN WIR BEIDE CHUR UND FÜRSTEN THUN NACH WASSER DÜRSTEN NICHT NACH UNSERM MUND SONDERN DASS BEIDERSEITS UNSERE MÜLLER MAHLEN KUNT |